# École supérieure d'ingénieurs de Rennes
L'École supérieure d'ingénieurs de Rennes (ESIR) est l'une des 204 écoles d'ingénieurs françaises accréditées au 1er septembre 2020 à délivrer un diplôme d'ingénieur.
Elle dépend de l'université de Rennes, située à Rennes (35000) sur le campus de Beaulieu. La mise en place des différentes spécialités est le résultat de l'évolution de plusieurs formations de second cycle au sein de l'Unité de formation et de recherche en informatique et électronique de l'université de Rennes 1.
Elle forme des ingénieurs diplômés dans deux spécialités : Matériaux et Technologies de l'information.

## Historique

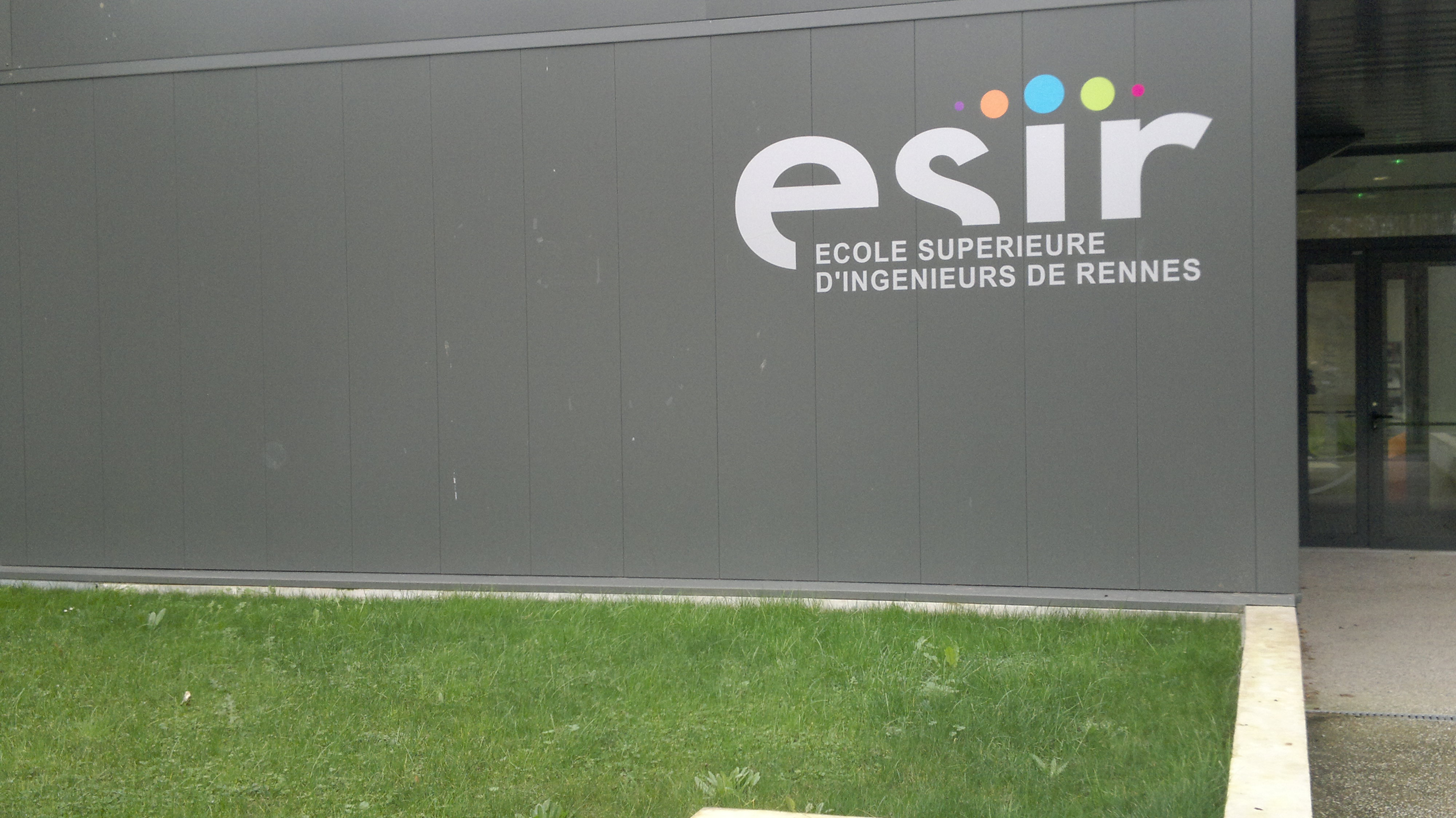
Façade du bâtiment 41^{bis}.

En mars 2009, la Commission des titres d'ingénieurs donne un avis favorable quant à l'ouverture d'une formation interne à l'université de Rennes 1. En septembre 2009, l'université de Rennes I ouvre le nouveau diplôme d'ingénieur de l'université de Rennes I basé sur le diplôme d'ingénieur de l'IFSIC. En mars 2010, l'École supérieure d'ingénieurs de Rennes est créée et inaugurée le 14 septembre 2010. En septembre 2011, la spécialité « matériaux fonctionnels » est ouverte.
L'école est accréditée en janvier 2014, pour une durée de six ans, par la Commission des titres d'ingénieurs à délivrer un diplôme d'ingénieur.

### Direction
En 2011, Christophe Wolinski succède à Olivier Ridoux, administrateur provisoire depuis 2009.
En 2019, Marylise Buron succède à Christophe Wolinski.

## Formation

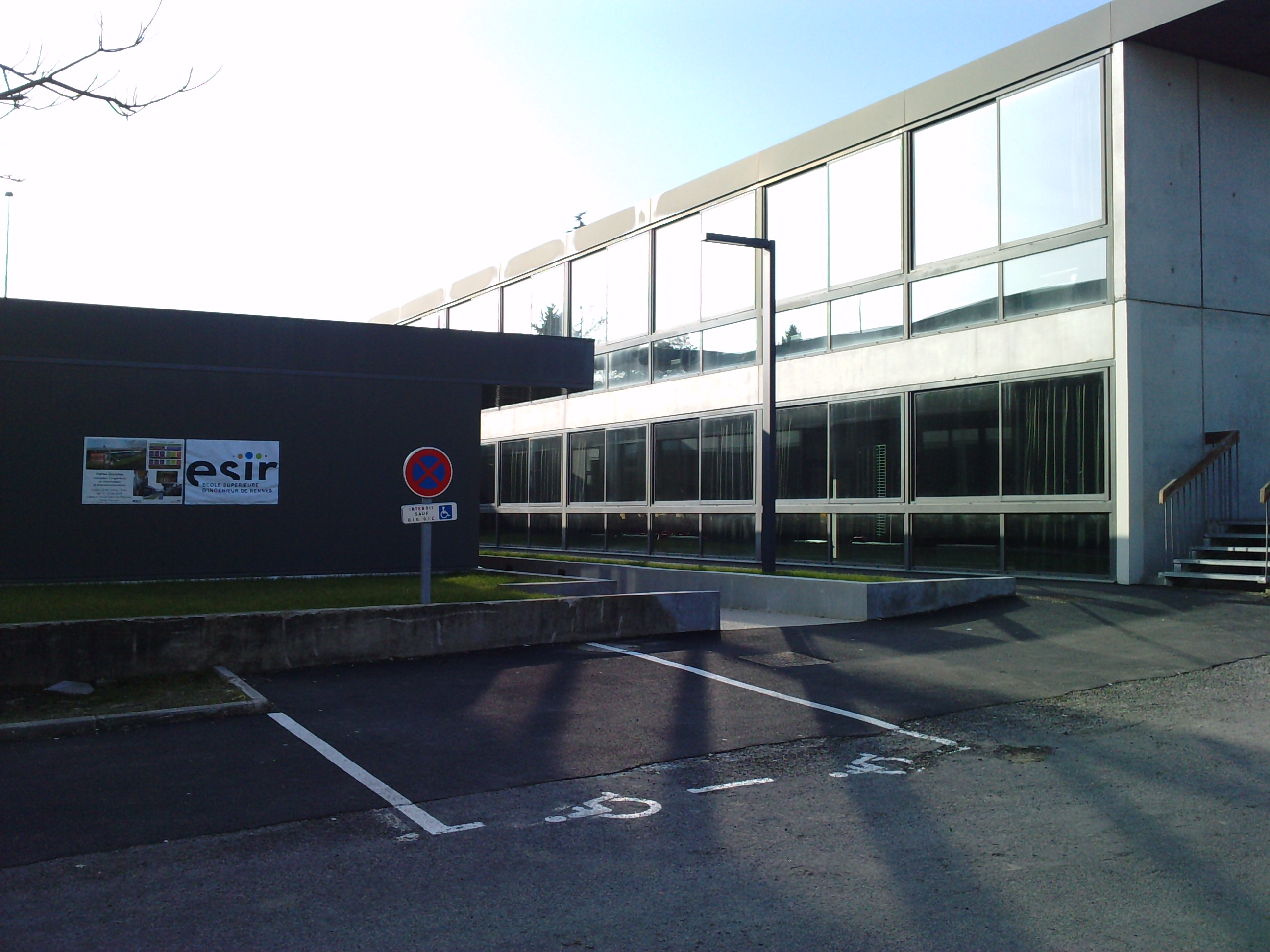
Bâtiments 42 et 41^{bis} - Administration et enseignements.

L'ESIR a structuré son programme pédagogique sur le métier d'ingénieur en le centrant autour de l'innovation. La formation dure trois ans, de Bac + 3 à Bac + 5. Elle comporte un volume important  d'enseignements consacrés aux Humanités et à l'innovation. Ces enseignements sont communs à toutes les spécialités. Les enseignements scientifiques et techniques permettent une spécialisation progressive au cours des semestres. Ils s'appuient sur des enseignements théoriques et pratiques, et sur un grand nombre d'interventions de spécialistes de l'industrie.

### Spécialité Technologies de l'information
Chaque promotion compte 120 élèves dans la spécialité . Les élèves de cette spécialité peuvent suivre l'un des cinq parcours :
- Informatique 
  - Systèmes d'information
  - Image numérique
- Télécommunications et réseaux
- Ingénierie pour la santé
- Internet of Things, sécurité et ville intelligente (anciennement Technologies de l'information et de la communication pour le bâtiment)[ESIR 3].

Lors de la dernière année, le contrat de professionnalisation est proposé à tous les élèves, les élèves ont la possibilité d'effectuer un double diplôme : 
- un master administration des entreprises en partenariat avec l'Institut de gestion de Rennes ;
- un master recherche dans un des domaines spécifiques de l'école selon les formations proposées par l'université de Rennes 1[ESIR 4].

Les candidatures sont accessibles:
- via le Concours Polytech e3a ;
- de droit après un cycle préparatoire ingénieur Rennes 1 - ESIR ;
- sur dossier au niveau Bac+2 (L2 Sciences, DUT, CPGE, etc.).

### Spécialité matériaux
Cette spécialité forme des étudiants qui sont issus pour la majorité de formations de physique-chimie.
La spécialité Matériaux est largement ouverte vers l'International. À l'issue de leur première année à l'ESIR, les élèves peuvent intégrer le Master Erasmus Mundus (MaMaSELF) de  l'Université Rennes 1. Dans ce cas, l'élève suit la première année du Master International à l'ESIR, puis poursuit la deuxième année du Master à Munich ou à Turin.
Plusieurs enseignements scientifiques sont donnés en langue anglaise à partir de la 2e année.
Lors de la dernière année, les élèves ont la possibilité d'effectuer un contrat de professionnalisation ou d'effectuer en double diplôme lors de la troisième année :
- un master administration des entreprises en partenariat avec l'institut de gestion de Rennes ;
- un master recherche dans un des domaines spécifiques de l'école selon les formations proposées par l'université de Rennes 1[ESIR 4] ;
- un master 2 mention chimie, parcours Chimie du solide et Matériaux ;
- un master 2 mention  physique, parcours nanomatériaux ;
- un master 2 mention physique, parcours physique recherche ;

Les candidatures sont accessibles:
- via le concours Polytech e3a ;
- de droit après un cycle préparatoire ingénieur Rennes 1 - ESIR ;
- sur dossier au niveau Bac+2 (L2 Sciences, DUT, CPGE, etc.).

## Recherche
Les enseignants chercheurs de l’ESIR sont fortement impliqués dans différents laboratoires de recherche :
- l’IRISA (Institut de Recherche en Informatique et Systèmes Aléatoires, UMR CNRS 6074) ;
- l’IETR (Institut d’Electronique et de Télécommunications de Rennes) ;
- le LTSI (laboratoire Traitement du signal et de l’Image) ;
- l'ISCR (Institut des Sciences Chimiques de Rennes  UMR-CNRS 6226) ;
- l’Institut de physiques de Rennes (UMR CNRS 6251).

Les élèves de l'ESIR peuvent appréhender les dernières technologies mises au point au travers des activités scientifiques de ces laboratoires qui couvrent tous les sujets enseignés dans les différentes parcours de l’ESIR.

## Pour approfondir

### Site de l'école
1. ↑  Technologies de l'information
2. ↑  « Spécialité Technologies de l’Information (TI) », sur École Supérieure d'Ingénieurs de Rennes | Université de Rennes 1 (consulté le 25 février 2018)
3. 1 2  Site de l'ESIR Devenez ingénieur
4. 1 2  Site de l'ESIR Conditions d'admissions

### Autres sources
1. ↑  Données certifiées de la CTI, 2019
2. ↑  Arrêté du 25 février 2021 fixant la liste des écoles accréditées à délivrer un titre d'ingénieur diplômé.
3. ↑  
« Bulletin officiel n°11 du 18 mars 2010 », sur le site du ministère de l'Enseignement supérieur, de la Recherche et de l'Innovation, 10 février 2010 (consulté le 10 avril 2019).
4. ↑  
« L’Esir, une nouvelle école d’ingénieurs à Rennes », sur le site du quotidien Ouest France, 14 septembre 2010 (consulté le 10 avril 2019).